# Mohe
Mohe (漠河县-Bô͘-hô-koān) es un condado ubicado al extremo norte de China en la prefectura de Daxing'anling de la provincia de Heilongjiang, limitando al norte con el país de Rusia.

## Clima
Mohe, en virtud de su ubicación en el extremo norte, es uno de los pocos lugares en China con un clima continental monzónico subártico (Köppen Dwc),) con inviernos largos y severos y veranos cortos y cálidos. El invierno comienza de principios a mediados de octubre y dura hasta finales de abril, y las temperaturas entonces son normalmente las más frías en todo el país. Las temperaturas medias se mantienen por debajo del punto de congelación durante un total de casi siete meses al año, y el período libre de heladas es poco menos de 90 días. Además, la variación de temperatura diurna es grande, con un promedio de 17.2 °C al año. La temperatura media mensual de 24 horas varía de −28,2 °C en enero a 18,3 °C en julio, con una media anual de −3,90 °C, de modo que la ciudad está solo un poco al sur de la línea de permafrost continuo. Las temperaturas extremas han oscilado entre -52,3 °C y 39,3 °C. 
La temperatura mínima histórica de Mohe de -53,0 °C fue registrada el 22 de enero de 2023.
| Parámetros climáticos promedio de Mohe (1997–2020 normales, extremos 1971–presente)(435 msnm)                 | Parámetros climáticos promedio de Mohe (1997–2020 normales, extremos 1971–presente)(435 msnm) | Parámetros climáticos promedio de Mohe (1997–2020 normales, extremos 1971–presente)(435 msnm) | Parámetros climáticos promedio de Mohe (1997–2020 normales, extremos 1971–presente)(435 msnm) | Parámetros climáticos promedio de Mohe (1997–2020 normales, extremos 1971–presente)(435 msnm) | Parámetros climáticos promedio de Mohe (1997–2020 normales, extremos 1971–presente)(435 msnm) | Parámetros climáticos promedio de Mohe (1997–2020 normales, extremos 1971–presente)(435 msnm) | Parámetros climáticos promedio de Mohe (1997–2020 normales, extremos 1971–presente)(435 msnm) | Parámetros climáticos promedio de Mohe (1997–2020 normales, extremos 1971–presente)(435 msnm) | Parámetros climáticos promedio de Mohe (1997–2020 normales, extremos 1971–presente)(435 msnm) | Parámetros climáticos promedio de Mohe (1997–2020 normales, extremos 1971–presente)(435 msnm) | Parámetros climáticos promedio de Mohe (1997–2020 normales, extremos 1971–presente)(435 msnm) | Parámetros climáticos promedio de Mohe (1997–2020 normales, extremos 1971–presente)(435 msnm) | Parámetros climáticos promedio de Mohe (1997–2020 normales, extremos 1971–presente)(435 msnm) |
| Mes | Ene.                                                                                          | Feb.                                                                                          | Mar.                                                                                          | Abr.                                                                                          | May.                                                                                          | Jun.                                                                                          | Jul.                                                                                          | Ago.                                                                                          | Sep.                                                                                          | Oct.                                                                                          | Nov.                                                                                          | Dic.                                                                                          | Anual                                                                                         |
| --- | --------------------------------------------------------------------------------------------- | --------------------------------------------------------------------------------------------- | --------------------------------------------------------------------------------------------- | --------------------------------------------------------------------------------------------- | --------------------------------------------------------------------------------------------- | --------------------------------------------------------------------------------------------- | --------------------------------------------------------------------------------------------- | --------------------------------------------------------------------------------------------- | --------------------------------------------------------------------------------------------- | --------------------------------------------------------------------------------------------- | --------------------------------------------------------------------------------------------- | --------------------------------------------------------------------------------------------- | --------------------------------------------------------------------------------------------- |
| Temp. máx. abs. (°C)                                                                                          | -4.6                                                                                          | 5.5                                                                                           | 16.2                                                                                          | 28.4                                                                                          | 35.1                                                                                          | 39.3                                                                                          | 38.0                                                                                          | 35.5                                                                                          | 31.7                                                                                          | 25.1                                                                                          | 10.2                                                                                          | -3.2                                                                                          | 39.3                                                                                          |
| Temp. máx. media (°C)                                                                                         | -18.0                                                                                         | -11.1                                                                                         | -1.9                                                                                          | 8.7                                                                                           | 17.7                                                                                          | 24.7                                                                                          | 26.3                                                                                          | 23.6                                                                                          | 17.1                                                                                          | 5.5                                                                                           | -8.7                                                                                          | -18.7                                                                                         | 5.4                                                                                           |
| Temp. media (°C)                                                                                              | -27.9                                                                                         | -23.3                                                                                         | -12.2                                                                                         | 0.8                                                                                           | 9.3                                                                                           | 15.9                                                                                          | 18.6                                                                                          | 15.4                                                                                          | 7.9                                                                                           | -2.6                                                                                          | -17.4                                                                                         | -27.1                                                                                         | -3.6                                                                                          |
| Temp. mín. media (°C)                                                                                         | -34.9                                                                                         | -32.3                                                                                         | -22.0                                                                                         | -7.6                                                                                          | 0.2                                                                                           | 6.4                                                                                           | 11.1                                                                                          | 8.5                                                                                           | 0.5                                                                                           | -9.4                                                                                          | -24.2                                                                                         | -33.3                                                                                         | -11.4                                                                                         |
| Temp. mín. abs. (°C)                                                                                          | -53.0                                                                                         | -52.3                                                                                         | -42.7                                                                                         | −32.6                                                                                         | −13.1                                                                                         | −5.3                                                                                          | −1.4                                                                                          | −4.4                                                                                          | −12.2                                                                                         | −28.7                                                                                         | −41.9                                                                                         | -50.9                                                                                         | −53.0                                                                                         |
| Precipitación total (mm)                                                                                      | 6.7                                                                                           | 4.4                                                                                           | 6.2                                                                                           | 18.4                                                                                          | 44.4                                                                                          | 60.1                                                                                          | 117.0                                                                                         | 99.4                                                                                          | 52.3                                                                                          | 27.7                                                                                          | 13.1                                                                                          | 8.1                                                                                           | 457.8                                                                                         |
| Días de precipitaciones (≥ 0.1 mm)                                                                            | 8.1                                                                                           | 6.2                                                                                           | 5.2                                                                                           | 7                                                                                             | 11.5                                                                                          | 13.3                                                                                          | 16.5                                                                                          | 14.8                                                                                          | 11.8                                                                                          | 9.9                                                                                           | 9.9                                                                                           | 9.7                                                                                           | 123.9                                                                                         |
| Días de nevadas (≥ 0.25 cm)                                                                                   | 9.4                                                                                           | 8.1                                                                                           | 6.5                                                                                           | 7.2                                                                                           | 1.0                                                                                           | 0.2                                                                                           | 0                                                                                             | 0.1                                                                                           | 1.3                                                                                           | 9.1                                                                                           | 11.7                                                                                          | 11.4                                                                                          | 66.0                                                                                          |
| Horas de sol                                                                                                  | 144.2                                                                                         | 189.4                                                                                         | 255.6                                                                                         | 248.4                                                                                         | 241.4                                                                                         | 268.0                                                                                         | 225.3                                                                                         | 222.0                                                                                         | 200.9                                                                                         | 173.9                                                                                         | 150.8                                                                                         | 125.1                                                                                         | 2445                                                                                          |
| Humedad relativa (%)                                                                                          | 68                                                                                            | 65                                                                                            | 61                                                                                            | 54                                                                                            | 57                                                                                            | 70                                                                                            | 78                                                                                            | 81                                                                                            | 75                                                                                            | 69                                                                                            | 72                                                                                            | 70                                                                                            | 68                                                                                            |
| Fuente: «zh:漠河城市介绍以及气候背景分析». Weather China (en chino). China. Consultado el 1 de enero de 2024. |                                                                                               |                                                                                               |                                                                                               |                                                                                               |                                                                                               |                                                                                               |                                                                                               |                                                                                               |                                                                                               |                                                                                               |                                                                                               |                                                                                               |                                                                                               |

## Geografía
El condado de Mohe se encuentra en el extremo noreste de China a 438m s. n. m.. o 1.437 pies en las coordenadas 52° 10'−53° 33' N and 121° 07'−124° 20' E. Limita con el óblast ruso de Amur (Siendo separado por el río homónimo) y el Krai de Zabaykalsky.

### Extensión
Tiene una extensión de 18,233 km² (7,040 mi2).

## Demografía
Mohe cuenta con una población aproximada de 83400 habitantes (4.6/km²).